# Käppala

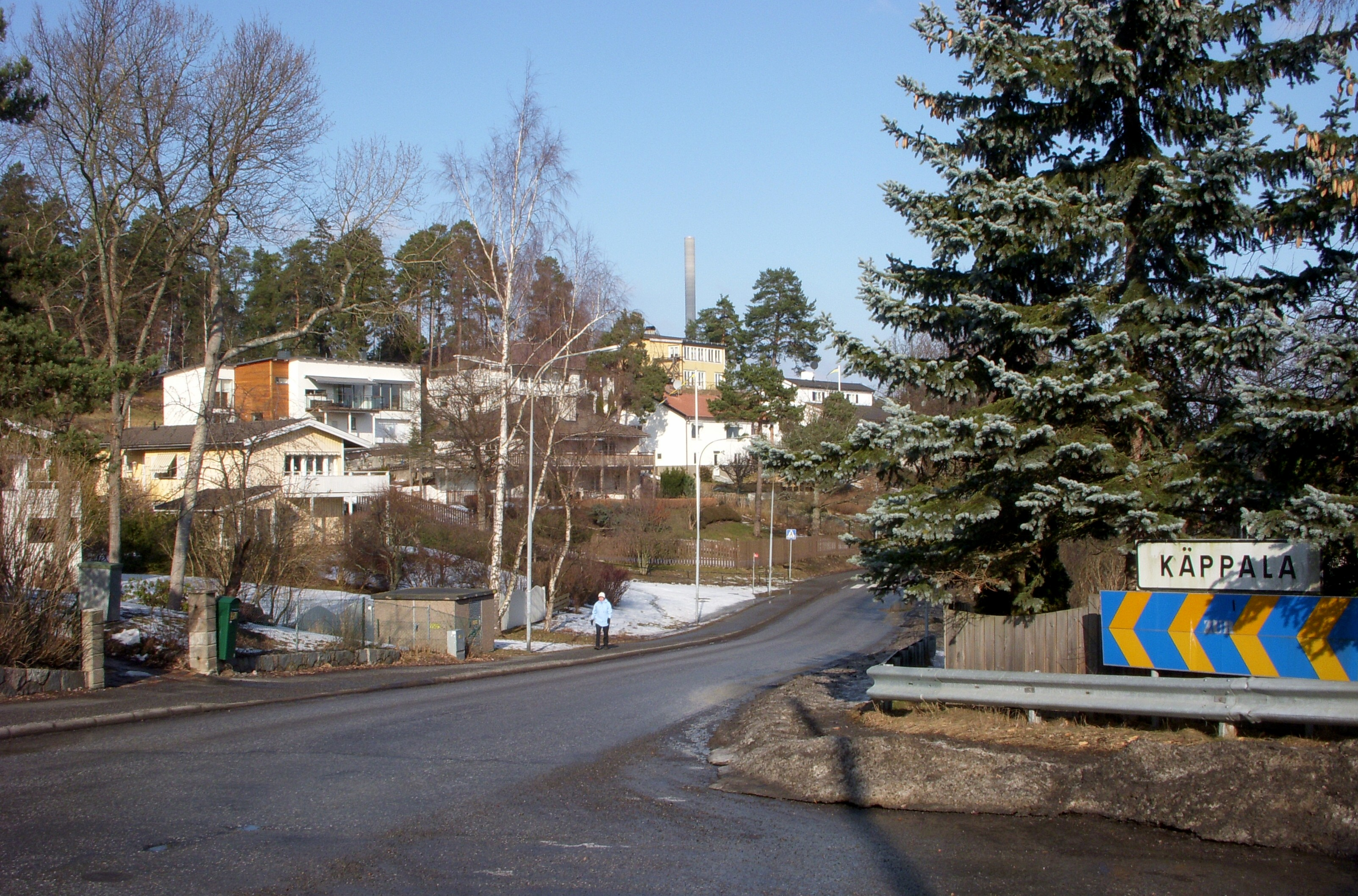
Infart till Käppala från söder med Södra Kungsvägen, 2009.

Käppala är en stadsdel (kommundel) i Lidingö kommun. Käppala gränsar i norr till kommundelarna Gåshaga och Killinge, i väster till Stockby och i söder till Brevik. I sydost sträcker sig Käppala till Halvkakssundet där en del av vattenområdet ingår i kommundelen.

## Historia
Käppala gård finns angivet på den äldsta kända kartan över Lidingön upprättad av Peder Mehnlöös 1661 och stavas där Kiepla. Käppala låg då liksom samtliga andra Lidingögårdar under fideikommisset Djursholm. På lantmätare Lars Kietzlinghs karta från 1720 är stället redovisat med två bostadshus och namnges Kiäppala. När fideikommisset upplöstes 1774 blev gårdarna självständiga. De gamla gårdsnamnen kom sedermera ge upphov till många av dagens kommundelsnamn i Lidingö kommun. Under större delen av 1700-talet sambrukades Käppala med Breviks gård. Käppalas historiska bebyggelse låg i ett område direkt norr om Käppalaviken, ungefär mellan dagens Södra Kungsvägen och Jupitervägen. Av gården finns ingenting bevarad.

Historiska kartor
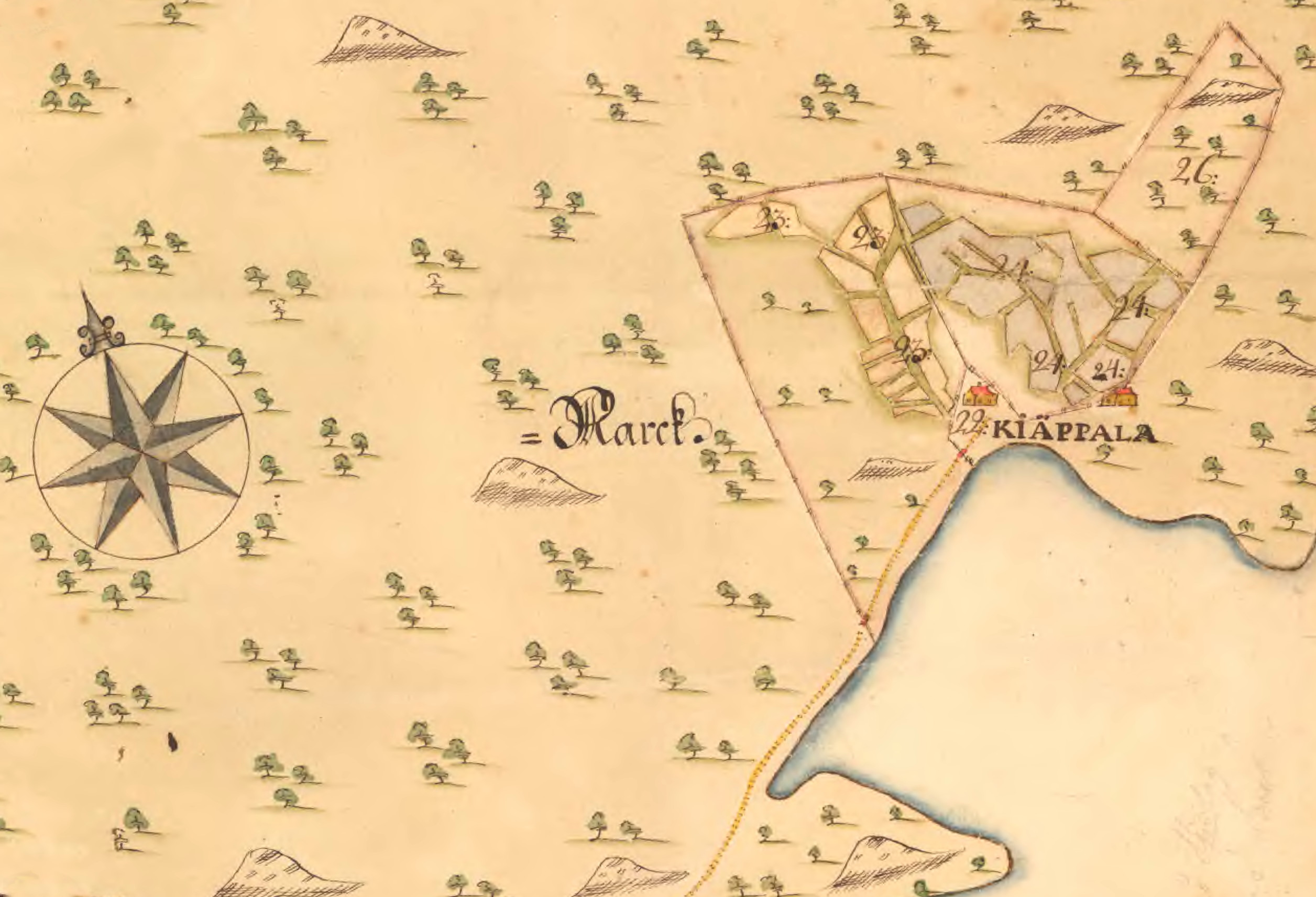
1720.
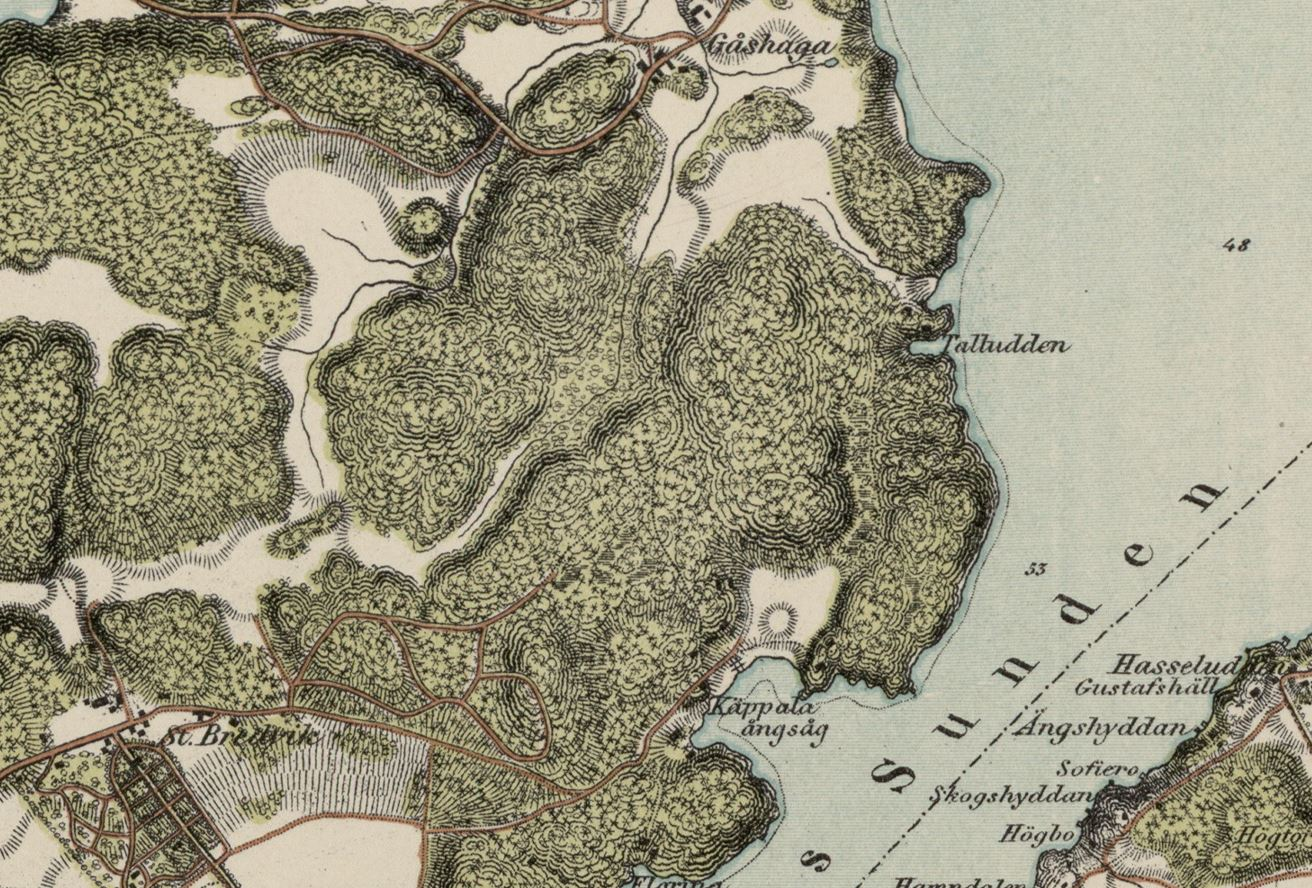
1860.
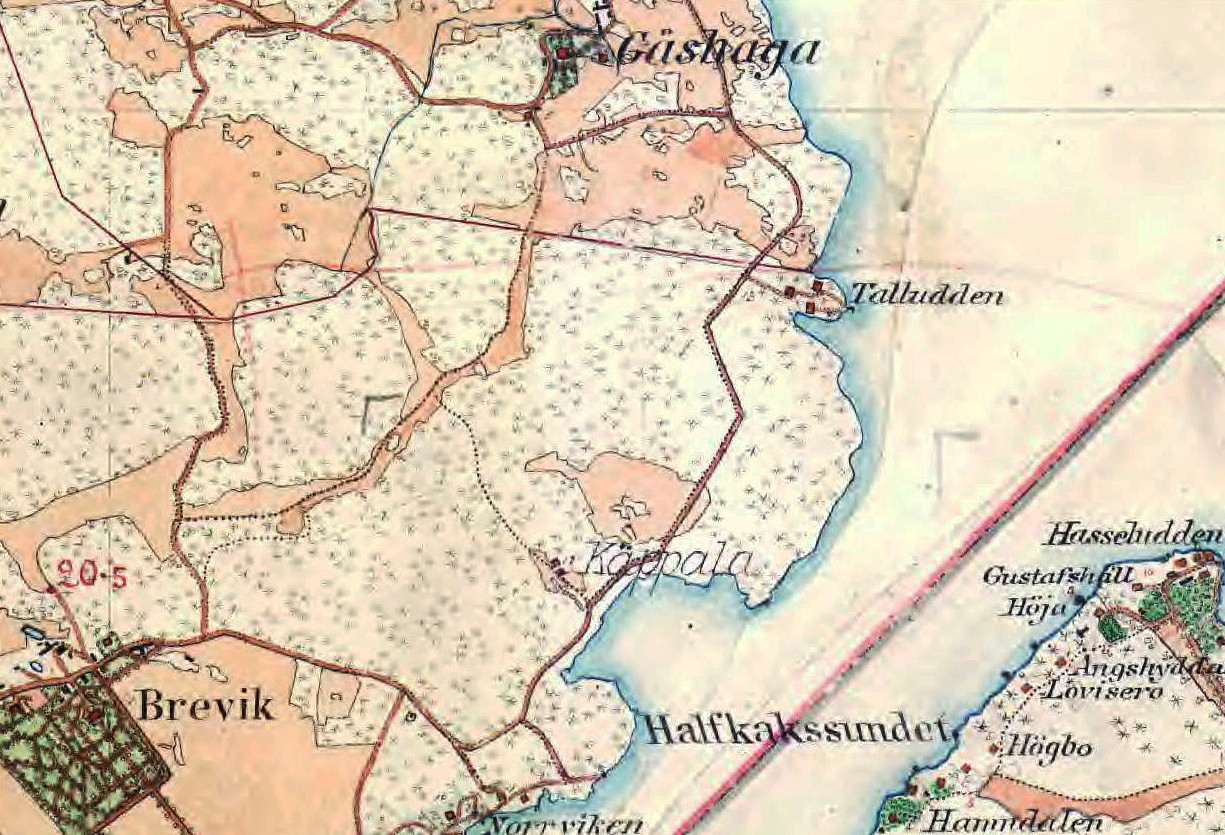
1901.
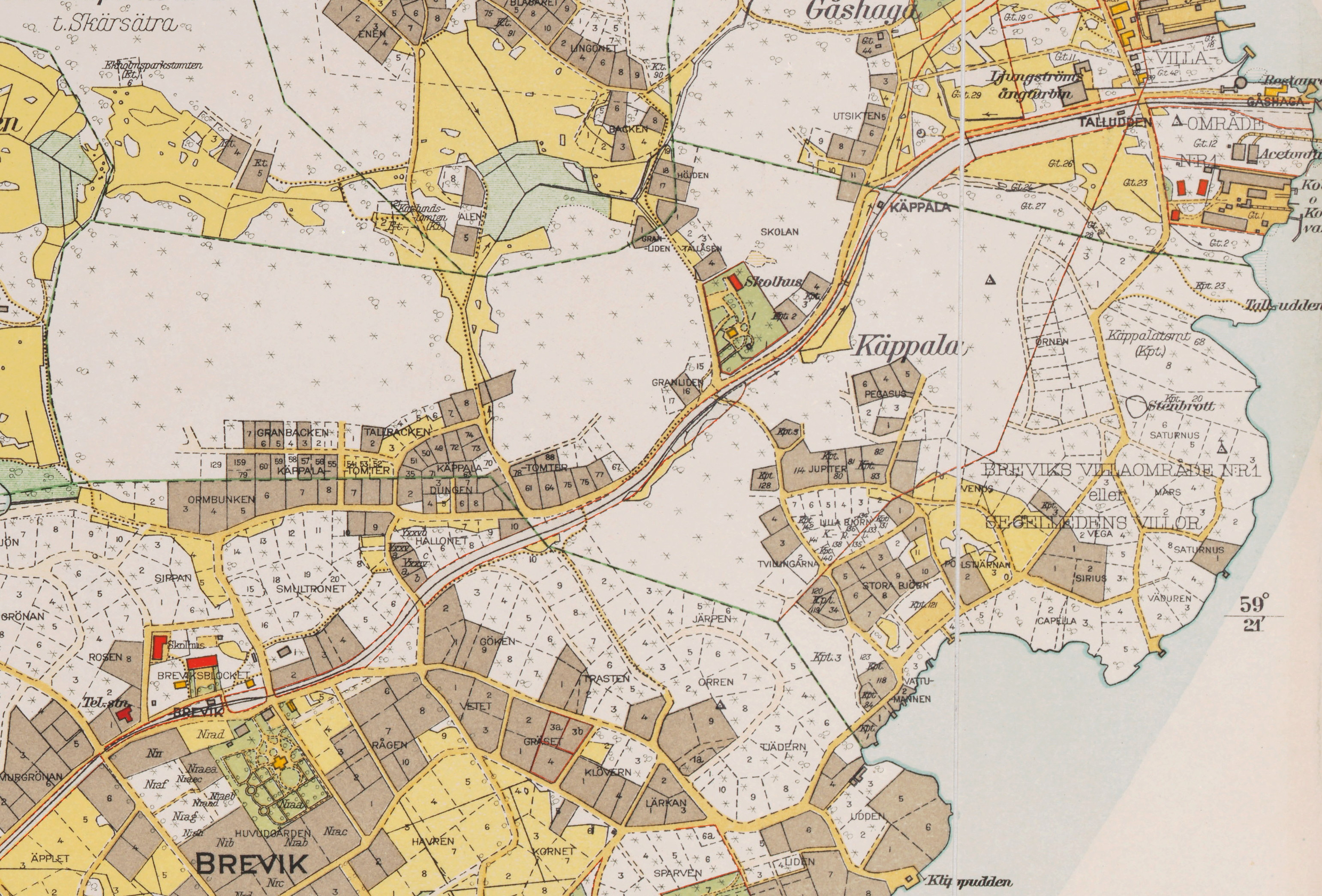
1917.

## Dagens Käppala växer fram

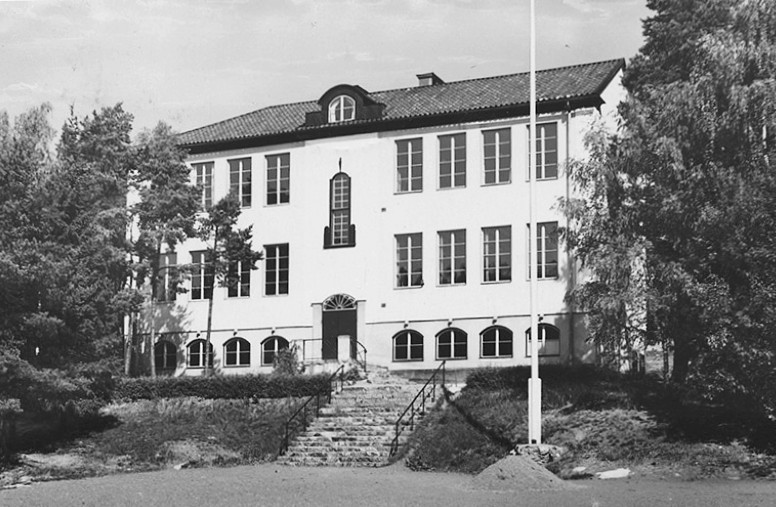
Käppala gamla skola 1935.

År 1906, i samband med att villastäder började uppföras av olika tomtbolag runt om på Lidingön, såldes Brevik, Gåshaga och Käppala till finansmannen Allan Abenius. Han lät stycka upp marken för att anlägga ”Segelledens Villastad”. Med segelleden avsågs Halvkakssundet som ligger utanför. Gatunätet och kvarterens oregelbundna form som planerades på 1910-talet i Käppalas östra och södra delar stämmer väl överens med dagens utseende. Det dröjde dock till efter första världskriget innan byggproduktionen kom igång, till en början med villor och sportstugor. Först på 1960-talet och därefter uppfördes större bostadsområden med flerbostadshus och hyreshus.
Den första skolan i Käppala öppnades 1873 på privat initiativ. Den första skolan i kommunal regi uppfördes 1921 vid nuvarande Herkulesvägen. Den ritades av arkitekten Arvid Klosterborg. Byggnaden innehöll fyra stora klassrum och en länge diskuterad utbyggnad kom aldrig till stånd. I början av 1940-talet var skolhuset flyktingförläggning. Skolverksamhet pågick till 1970. Skolan kom att kallas ”Käppala gamla skola” sedan ett nytt skolhus (nuvarande Käppala skola) uppfördes efter ritningar av arkitekt Tore Axén och invigdes till höstterminen 1954.

## Verksamheter

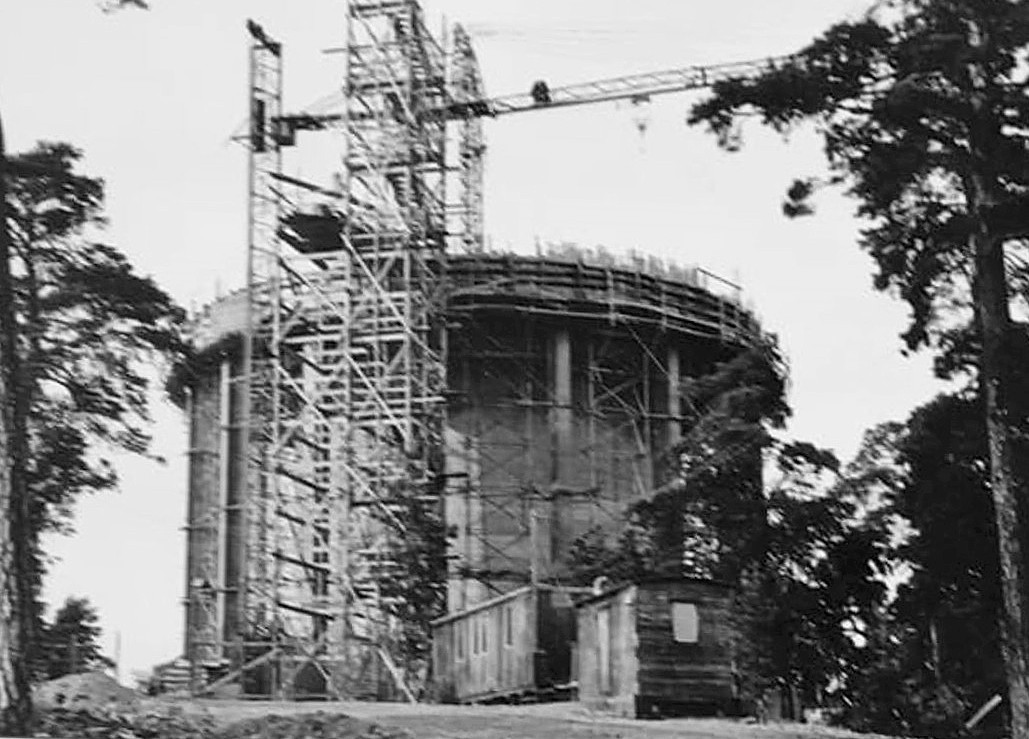
Käppala vattentorn uppförs, 1962.

Vid Käppalaviken etablerades 1869 Käppala ångsåg, en av de första storskaliga industrierna på ön. Hit flottades timmer från hela Mälardalen och till och med från Åland för att bearbetas vidare. Det färdiga virket skeppades sedan med segelfartyg till utländska hamnar. Platsen i Käppalaviken blev en viktig hamn för trävaruhandeln i Stockholm. Käppalasågen bytte ägare vid 1880-talets slut och lades ned 1899.
År 1947 bildades Käppala Båtsällskap (KBS) som sedan dess huserar på marken för den tidigare sågen. Här ligger även Käppalabadet som erbjuder både sandstrand och släta kipphällar. I Käppala finns Käppalaverket, ett avloppsreningsverk som anlades under åren 1958 till 1969 (samt utökat 2000) och tillhör Käppalaförbundet. 1962 färdigställdes Käppala vattentorn som står i slutet av Tallbergsvägen på Tallberghöjdens topp, 46 meter över havet.
I Käppalas norra del, på gränsen till Gåshaga, ligger området Talludden. Alternativnamnet Neptuns udde härrör från Bergnings- och Dykeri AB Neptun som ägde marken och hade verksamhet på platsen.

## Trafik
I kommundelen har Lidingöbanan hållplatsen Käppala som ligger vid korsningen Herkulesvägen / Gåshagaleden. Den viktigaste vägförbindelsen är Gåshagaleden som går mellan Gåshaga och Högberga samt Södra Kungsvägen som sträcker sig längs med Lidingös södra sida från Gåshaga och via Käppala ända till Lidingöbron.

## Skolor
- Käppala skola, F9 med årskurserna förskola till årskurs nio.[5]
- Ljungbackens skola, F4 med årskurser förskola till årskurs fyra.[6]

## Bilder

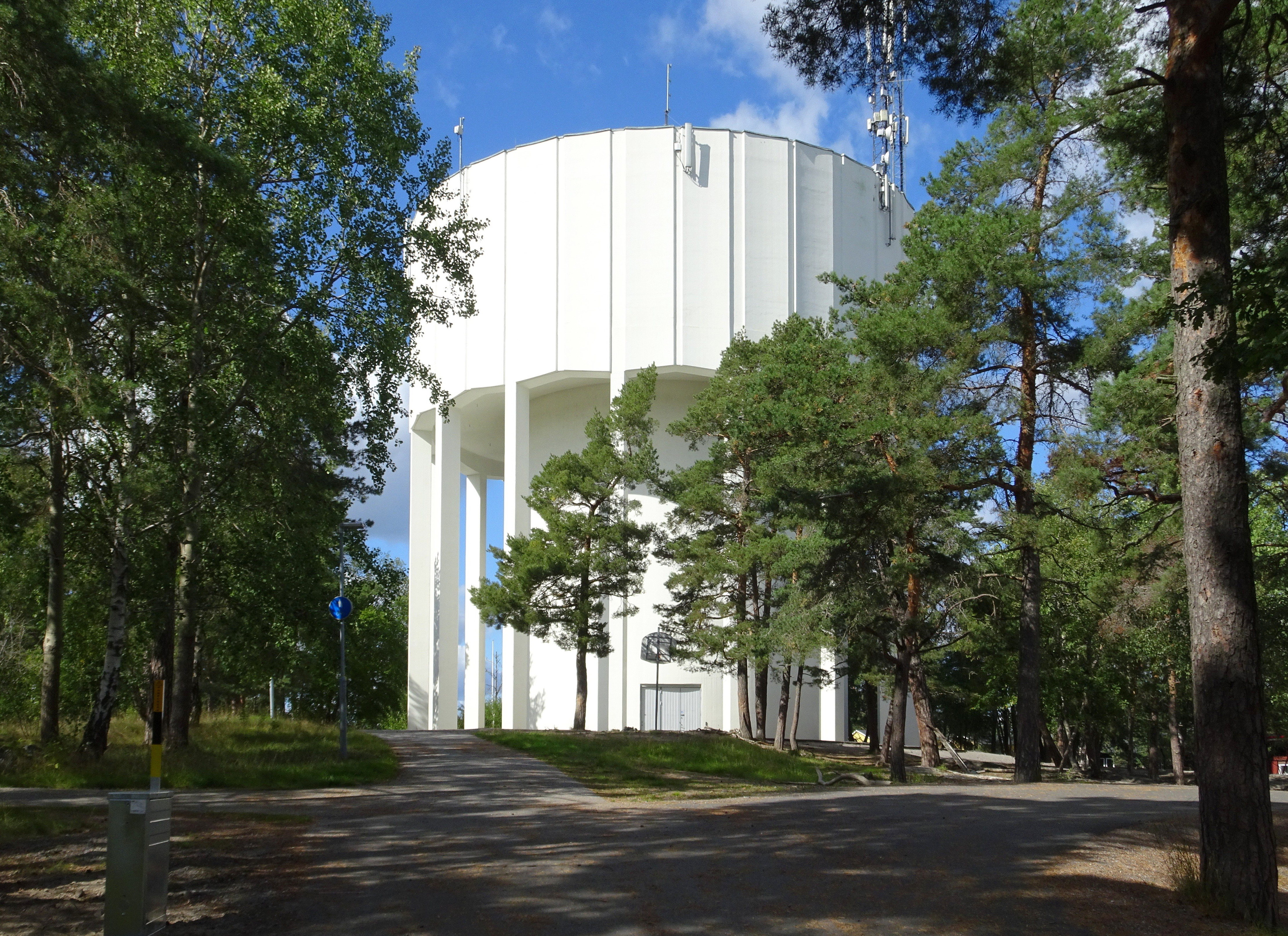
Käppala vattentorn.
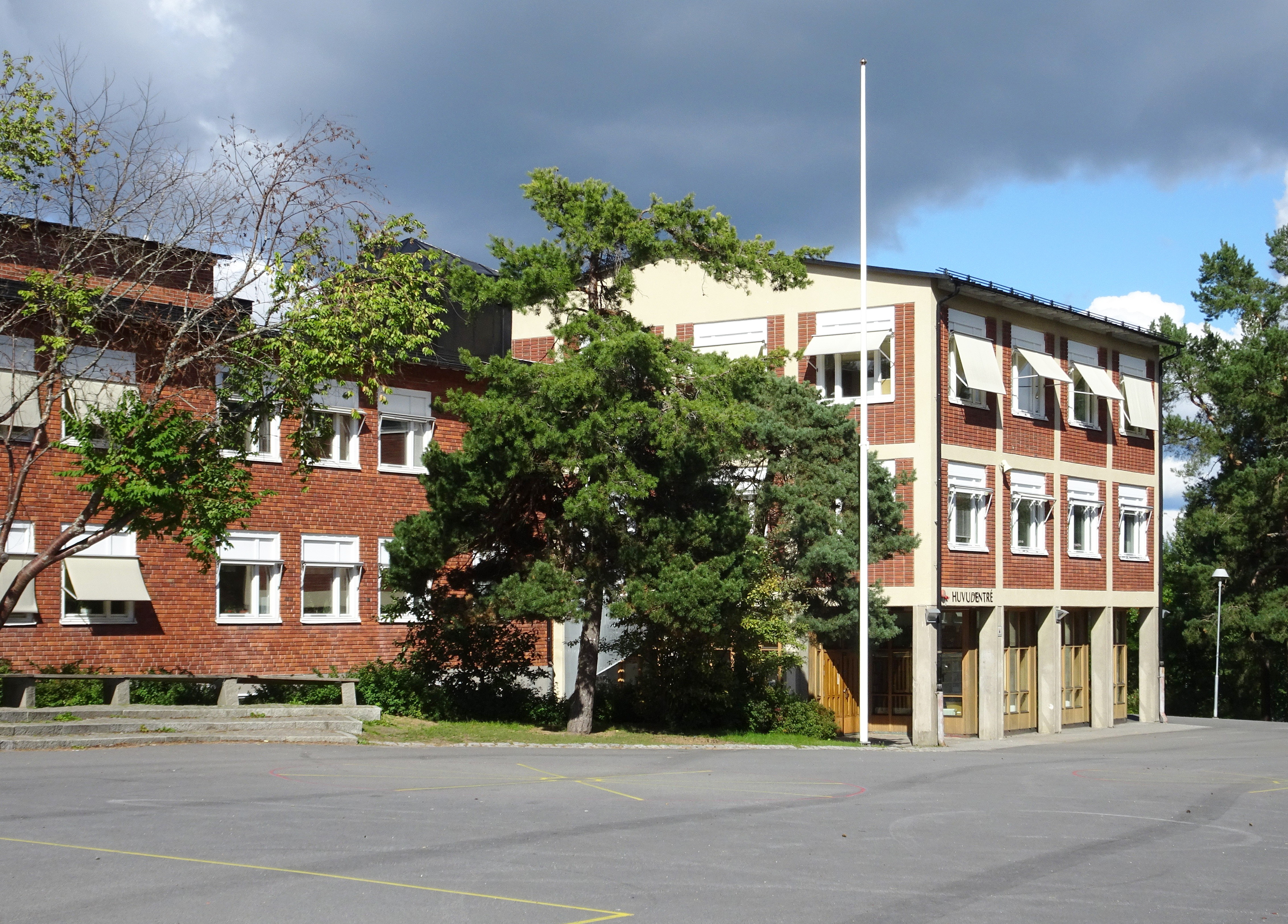
Käppala skola.
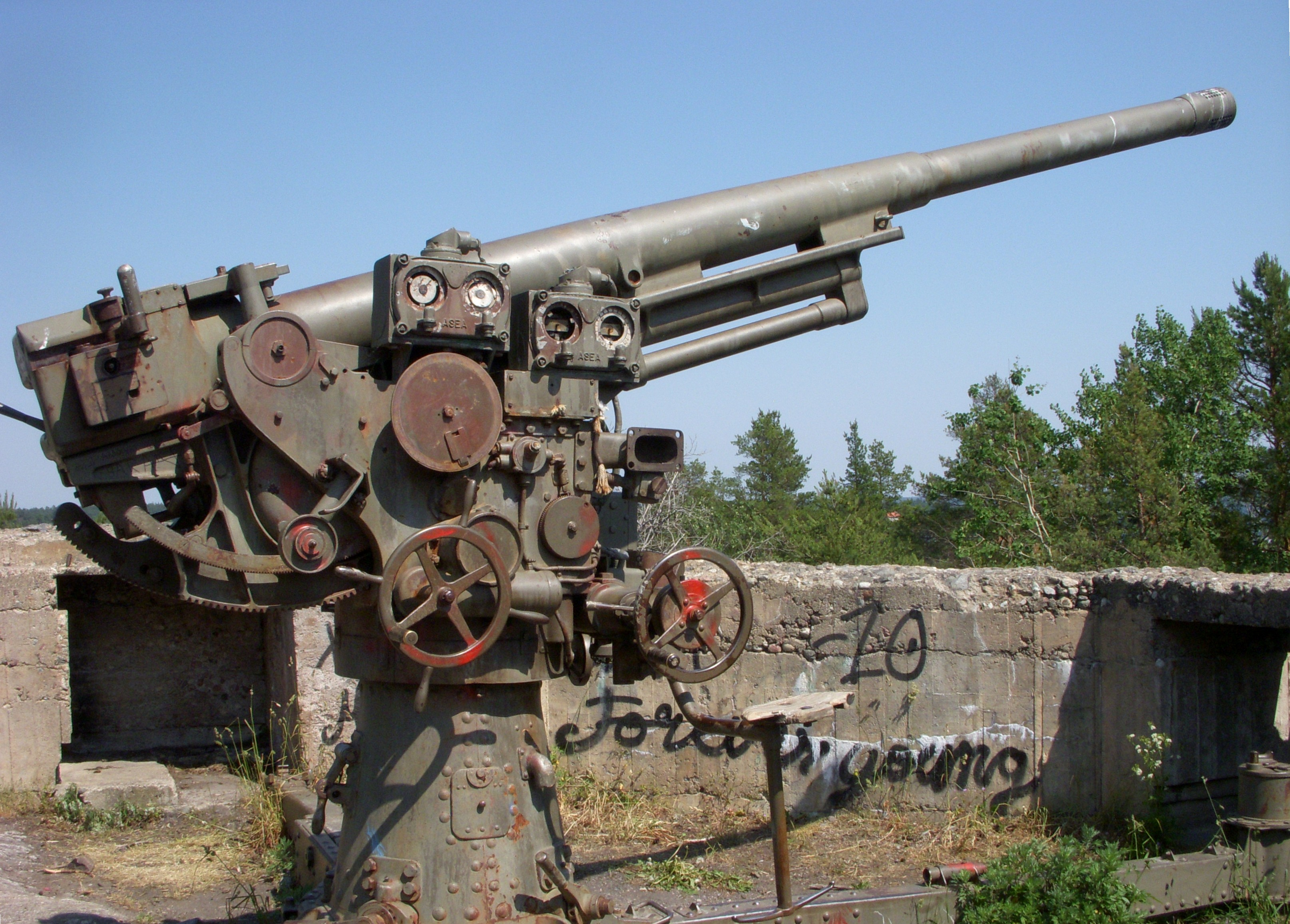
Käppalaställningen.
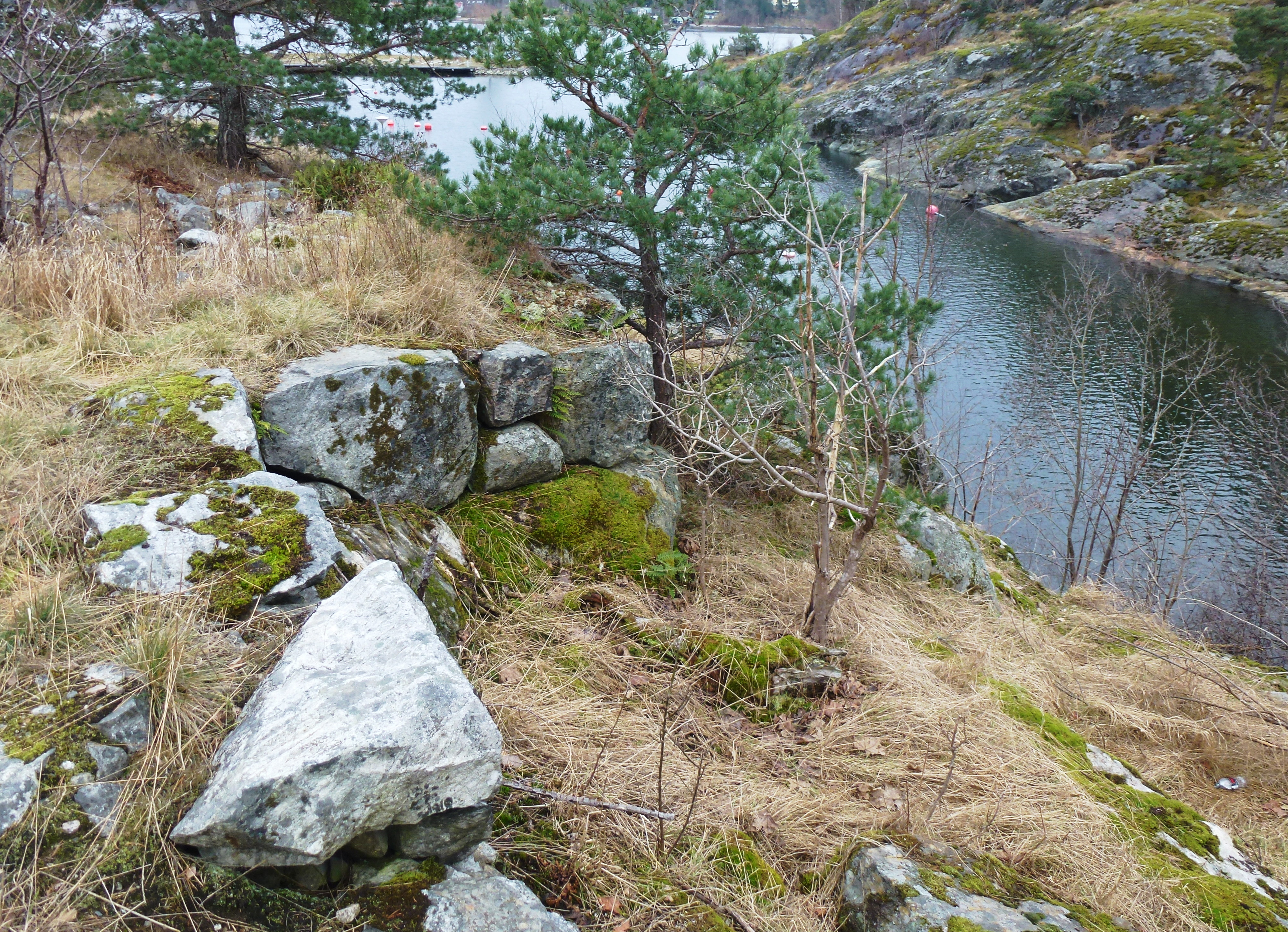
Bebyggelselämning på Talludden med RAÄ-nummer Lidingö 53:1.

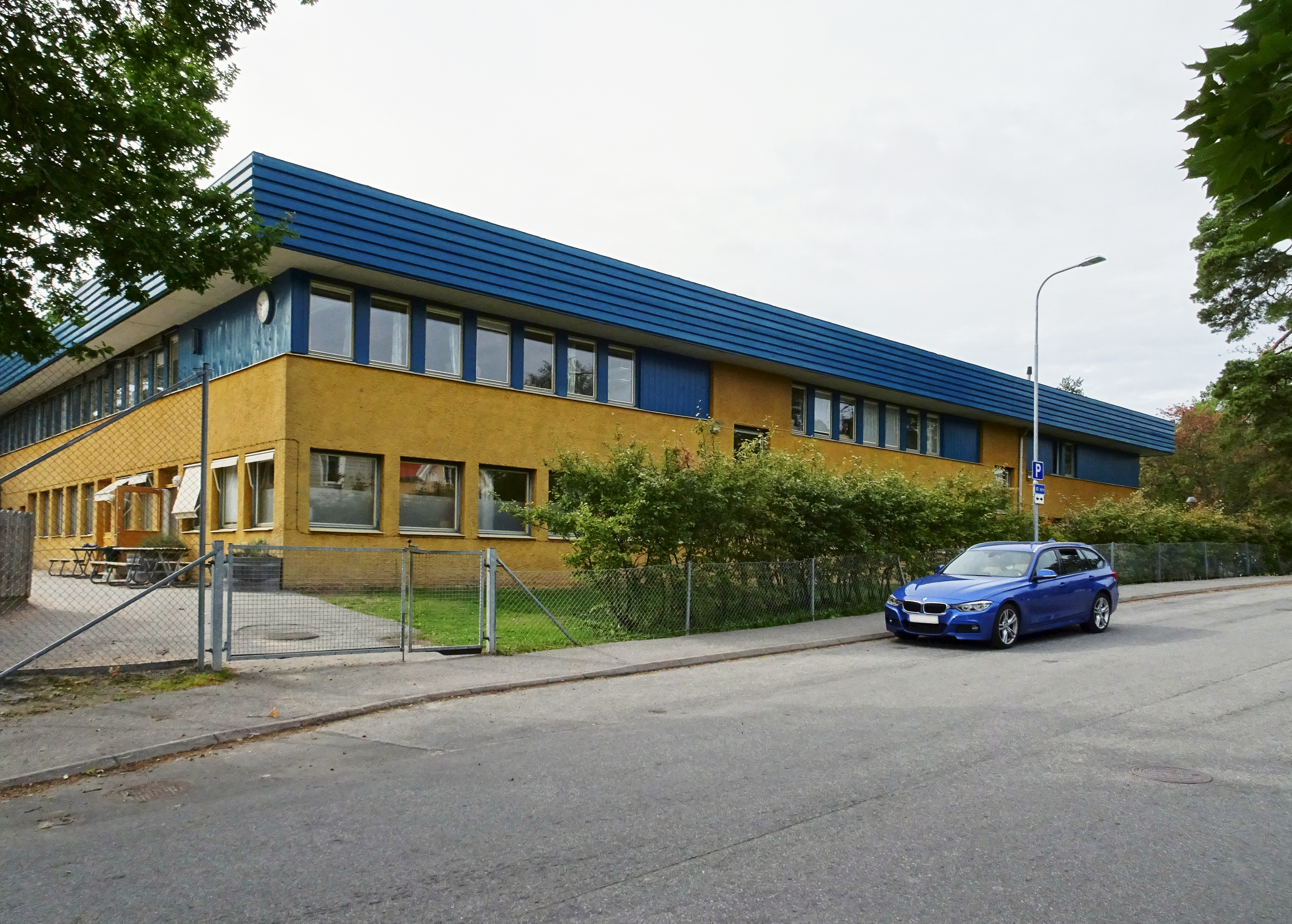
Ljungbackens skola.
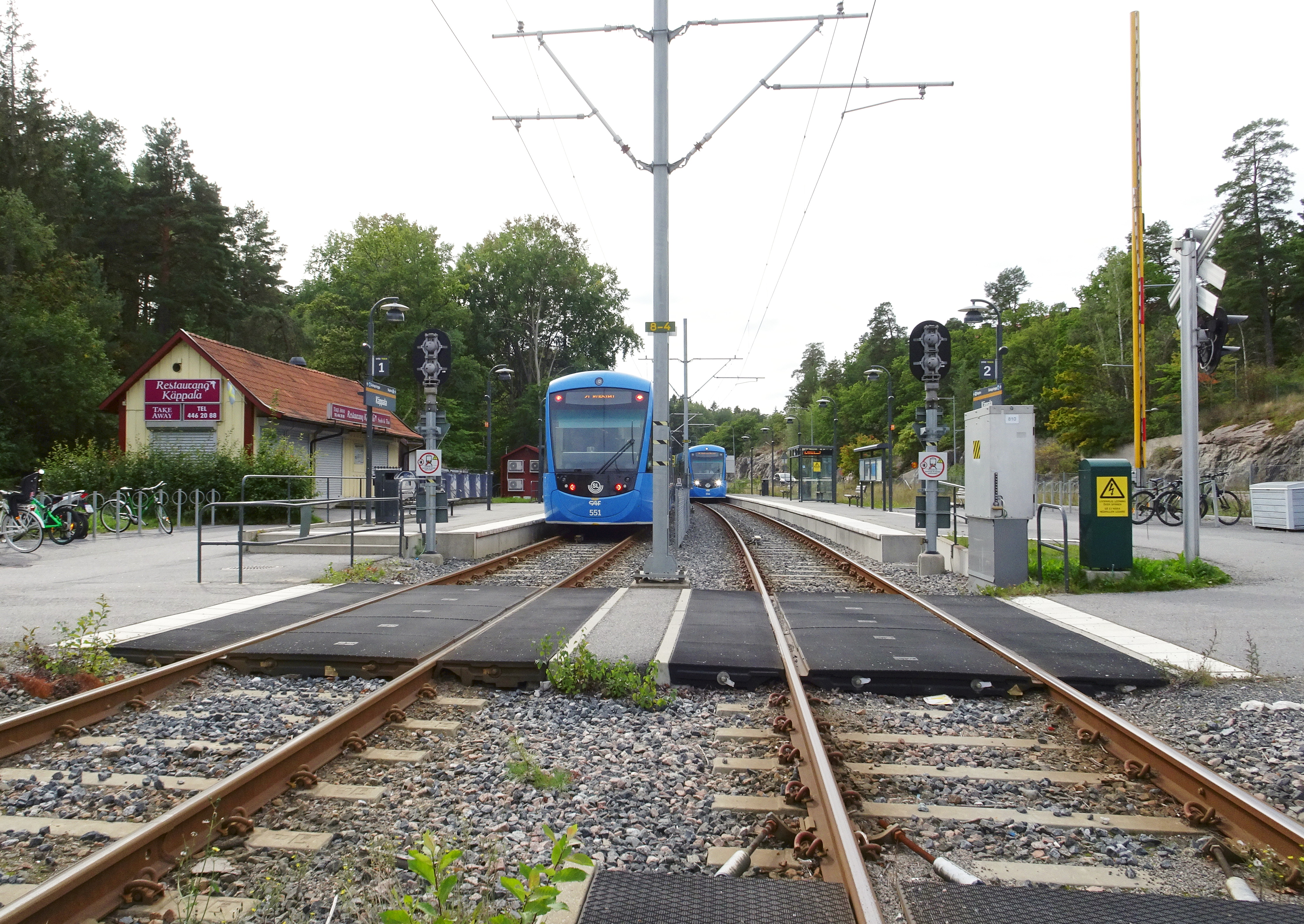
Käppala hållplats.
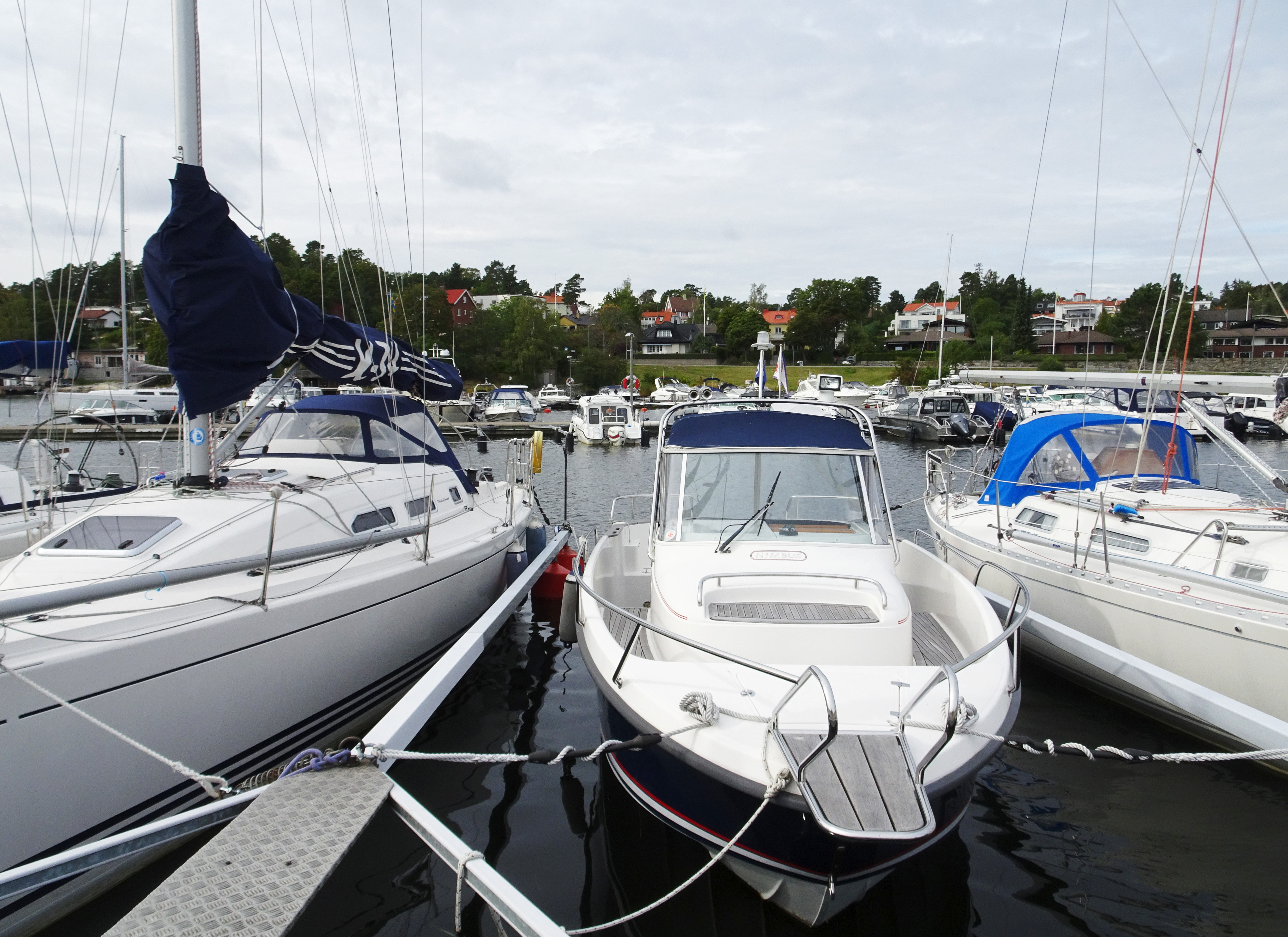
Käppala Båtsällskap.
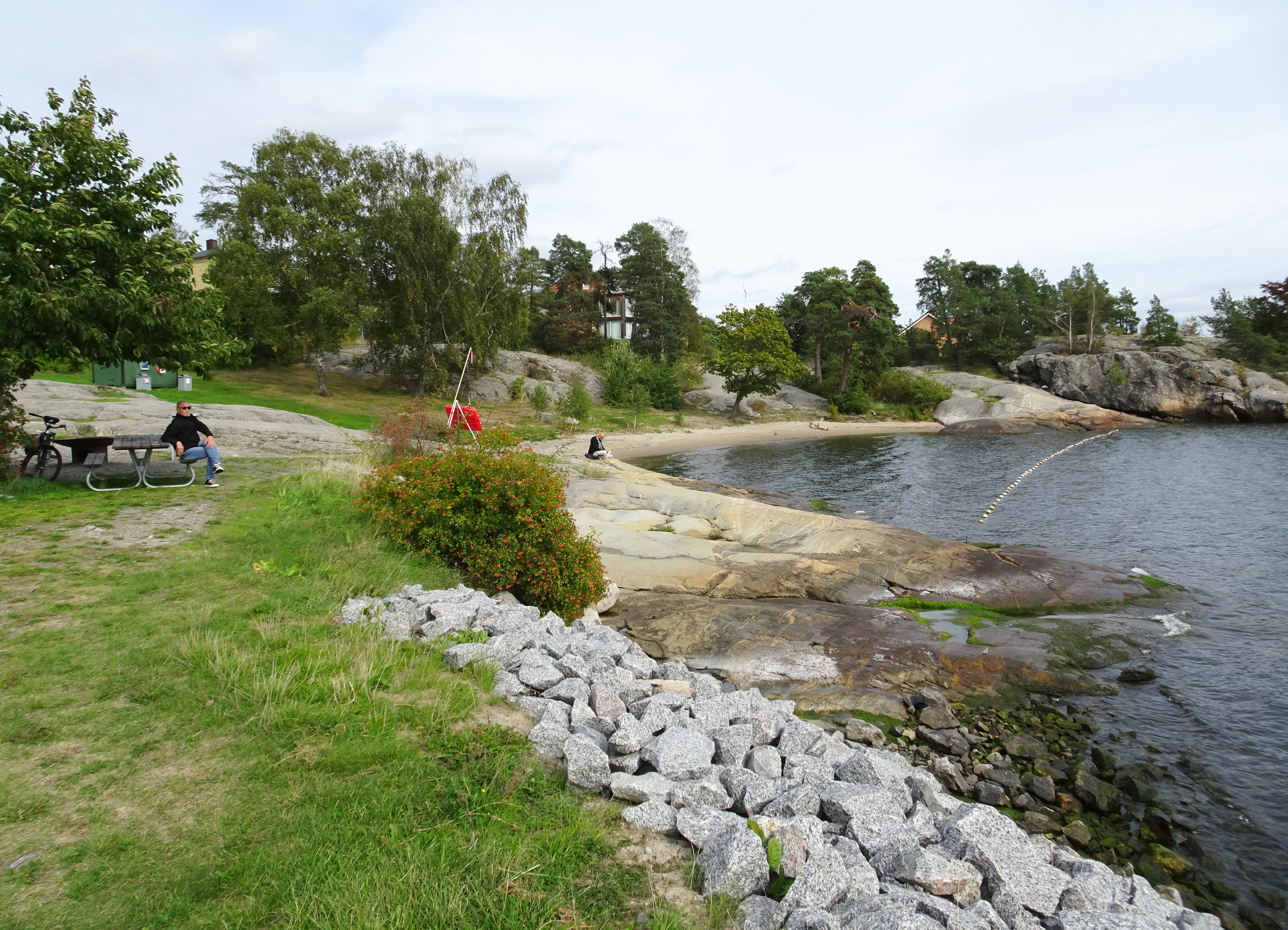
Käppalavikens bad.